# Csomos Mihály
Csomos Mihály (albisi) (18. század) tanár.

## Élete
Albisi Csomós János bátyja volt. Kolozsváron végezte iskoláit, majd külföldre ment és 1752–1755 között a leideni, azután pedig a odera-frankfurti egyetemet látogatta. Hazájába visszatérve, 1758. január 1-jétől a kolozsvári református kollégiumban a jog és hazai történelem tanára lett, ahol 1796-ig működött.
Fia, ifjabb Csomos Mihály, jogot hallgatott a kolozsvári kollégiumban; műve: Dissertatio juridica, ad decreti Tripartiti Partis I. Titulum LVII. Qua disquiritur De libera Bonorum adquisitorum disponendi potestate… publice defendendam suscepit an. 1781. Claudiopoli, 1784.

## Munkái
- Dissertatio juris publici de jure quod dicitur postliminii. Claudiopoli, 1757.
- Oratio inauguralis de ortu et progressu, fatisque jurisprudentiae Transilvano-Hungaricae. Uo. 1758.
- Specimen juridicum ad decretam tripatiti, part. I. titulos 78 et 79 praescriptionibus usucapianibus. Uo. 1761.